# Little Ben
Little Ben – wiktoriański zegar uliczny znajdujący się w centralnym Londynie (Anglia), w dzielnicy Victoria (City of Westminster), przy skrzyżowaniu Victoria Street i Vauxhall Bridge Road, w pobliżu dworca kolejowego London Victoria.

## Historia

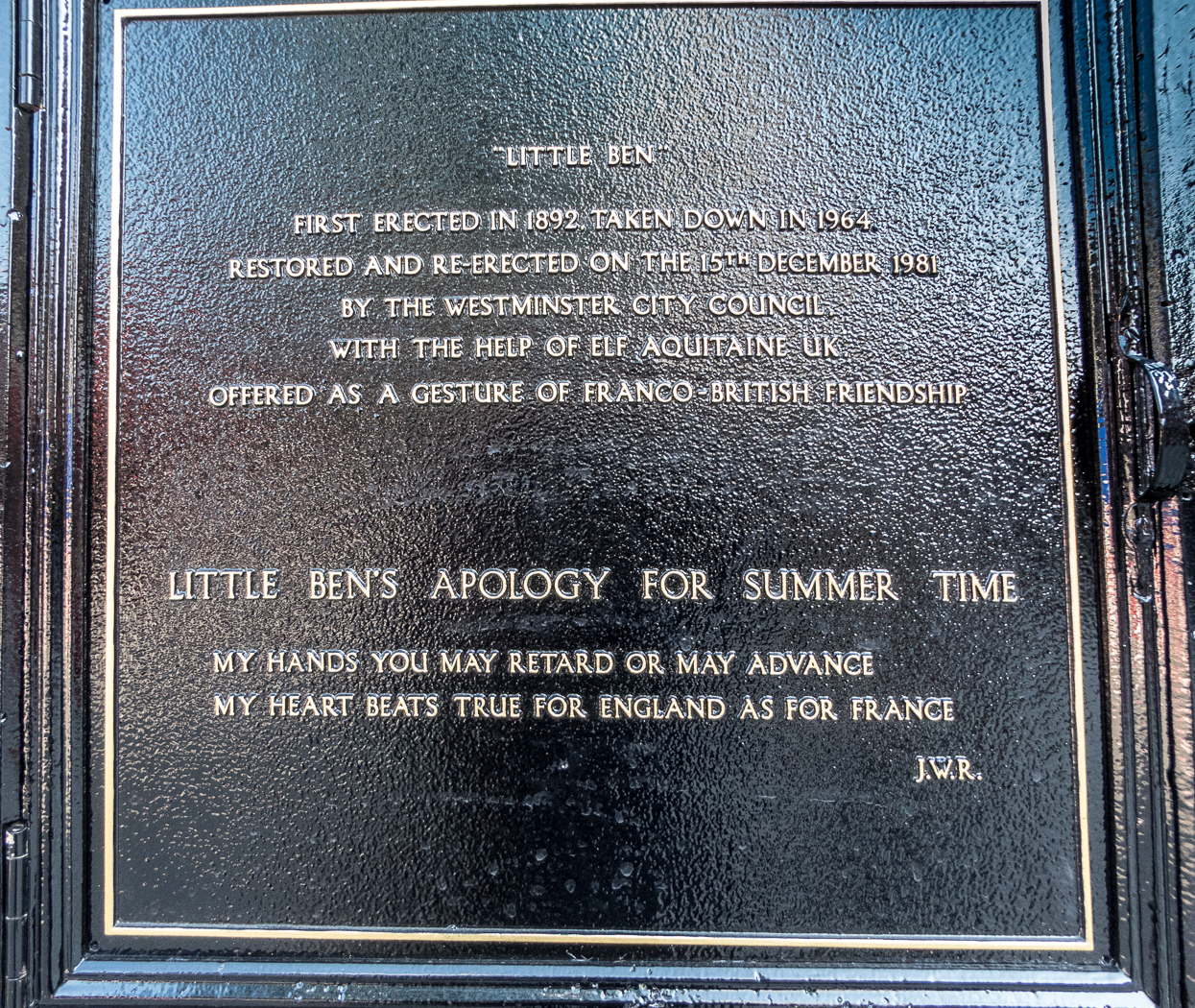
Tablica informacyjna na wieży

Zegar został wykonany na zamówienie rady parafialnej St George Hanover Square przez firmę zegarmistrzowską Gillett & Johnston z Croydon. Odsłonił go 14 marca 1892 roku przewodniczący tejże rady Maurice Piper. Lokalizacja Little Bena przy skrzyżowaniu Victoria Street i Vauxhall Bridge Road (pierwotnie nieco na południe od obecnego położenia, na małym skwerku obok podziemnych toalet) została wybrana specjalnie, gdyż w tym miejscu ludzie tracili z oczu zegar Big Bena (obecnie Elizabeth Tower).
W latach 60. XX wieku ulicę poszerzono, umieszczając pośrodku wysepkę dla pieszych i likwidując zegar. Pozostał on w magazynie aż do odnalezienia w 1981 roku. Poddano go renowacji i ponownie odsłonięto 6 grudnia 1981 roku przy wsparciu francuskiej firmy Elfa Aquitaine jako gest przyjaźni brytyjsko-francuskiej.
Little Ben 1 grudnia 1987 roku wpisany został na listę National Heritage List for England jako zabytek kategorii II (Listed Building Grade II) pod nr. 1066147.
W 2016 roku zegar ponownie poddany został renowacji podczas prac nad modernizacją stacji metra Victoria.

## Charakterystyka
Little Ben znajduje się w dzielnicy Victoria (gmina City of Westminster), nieopodal stacji kolejowej London Victoria, na skrzyżowaniu Victoria Street i Vauxhall Bridge Road.
Zegar stanowi przykład wiktoriańskiego rzemiosła i ma popularną na przełomie XIX i XX wieku dla tego typu obiektów formę wieży. Żeliwna obudowa jest koloru czarnego ze złotymi elementami, lecz oryginalnie Little Ben pomalowany był w trzech odcieniach zieleni ze złotymi detalami. Na Little Benie została umieszczona tablica informacyjna, a także znajduje się dekoracja złotnicza z przedstawieniem Ojca Czasu.
Mechanizm zegara znajduje się na dole wieży. Pośrodku biegnie pręt prowadzący do tarcz, który służy do obracania wskazówek. Obiekt zawierał również mechanizm, który powodował, że latarnia gazowa za tarczami zapalała się i gasła automatycznie pod wpływem działania zegara.
Zegar nazywany jest Little Benem, lecz nie ma żadnych pisemnych wzmianek o używaniu tej nazwy aż do przywrócenia go na londyńskie ulice w 1981 roku.

## Galeria

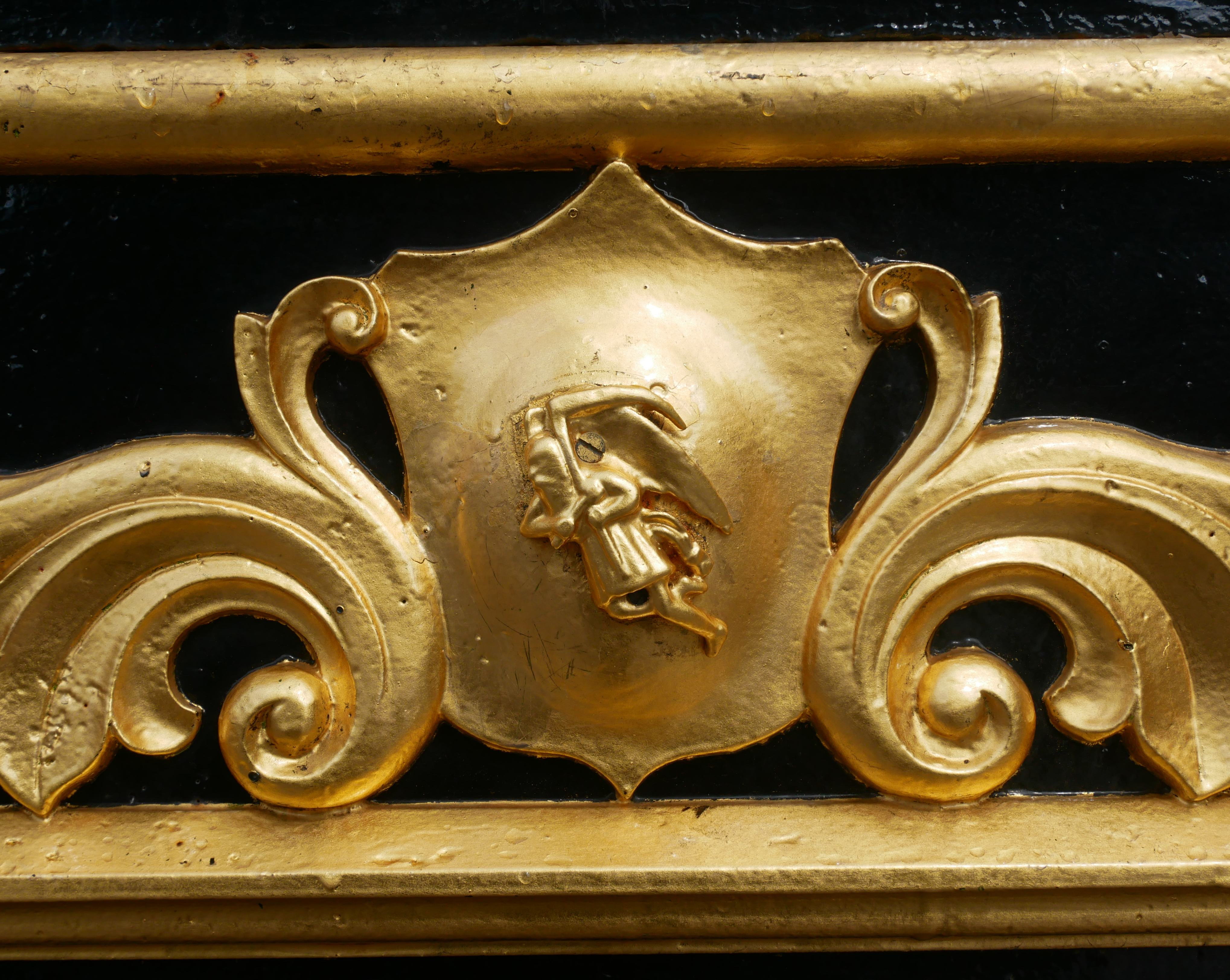
Detal
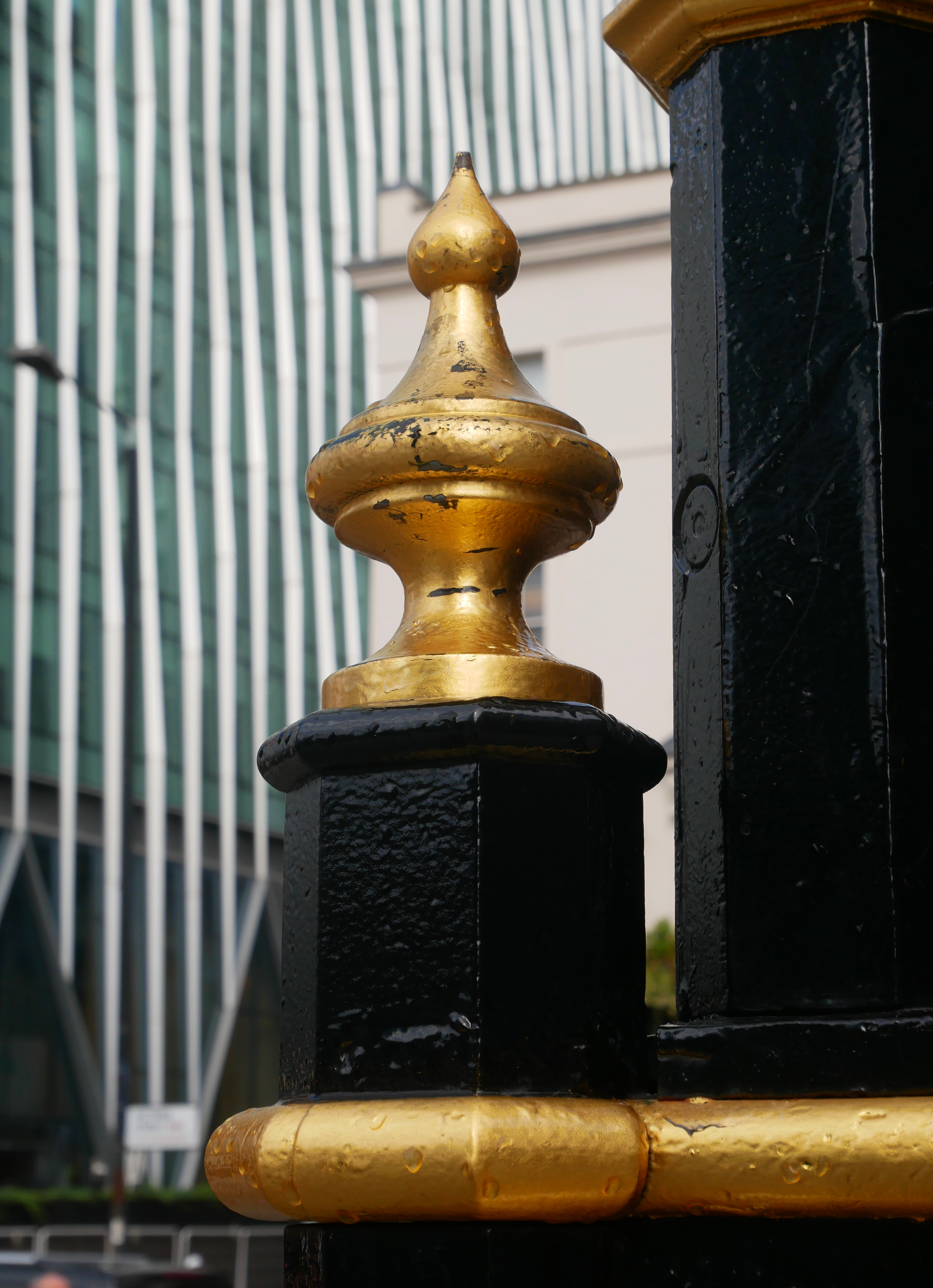
Detal
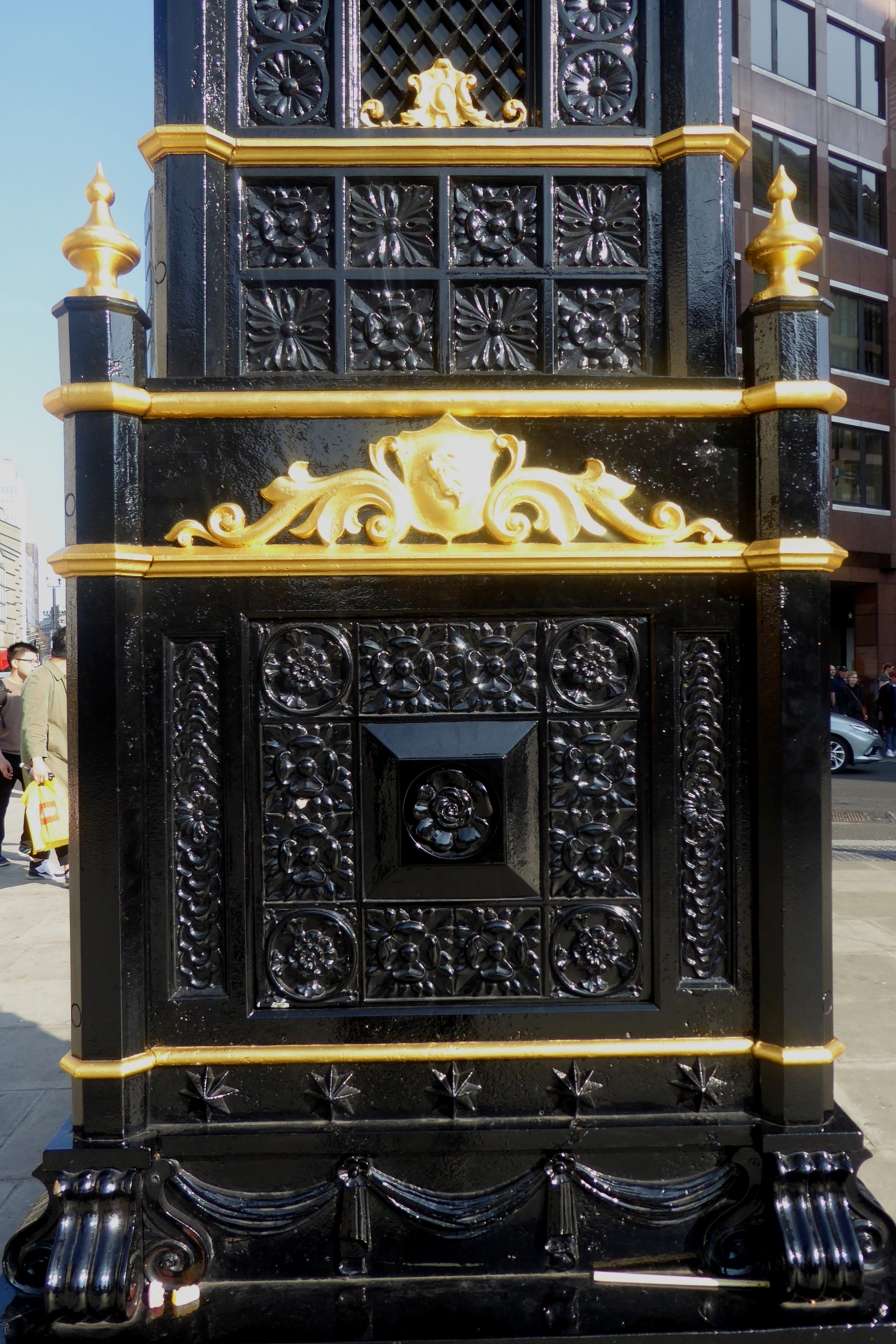
Zbliżenie obudowy
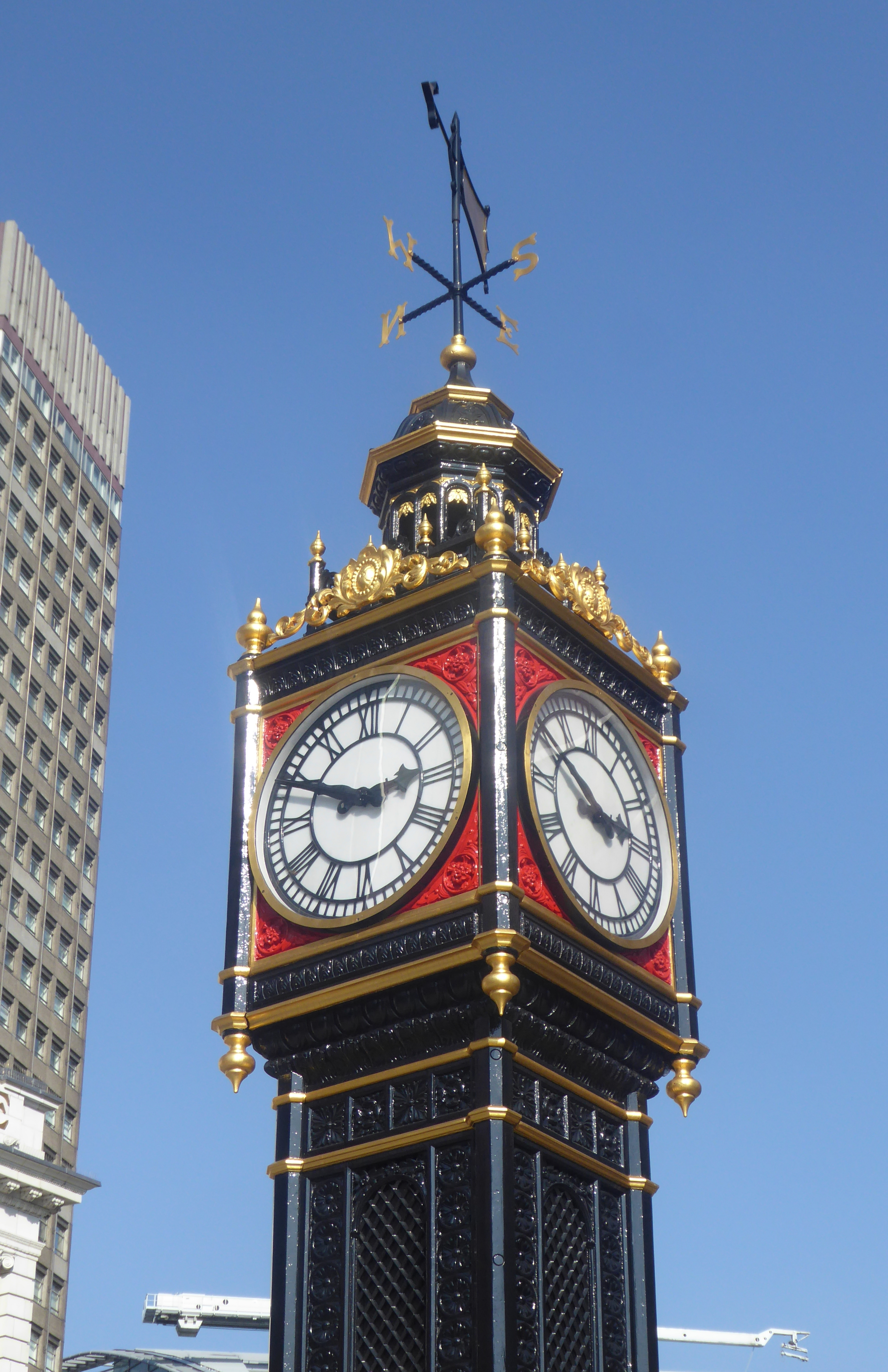
Zbliżenie na tarcze zegara
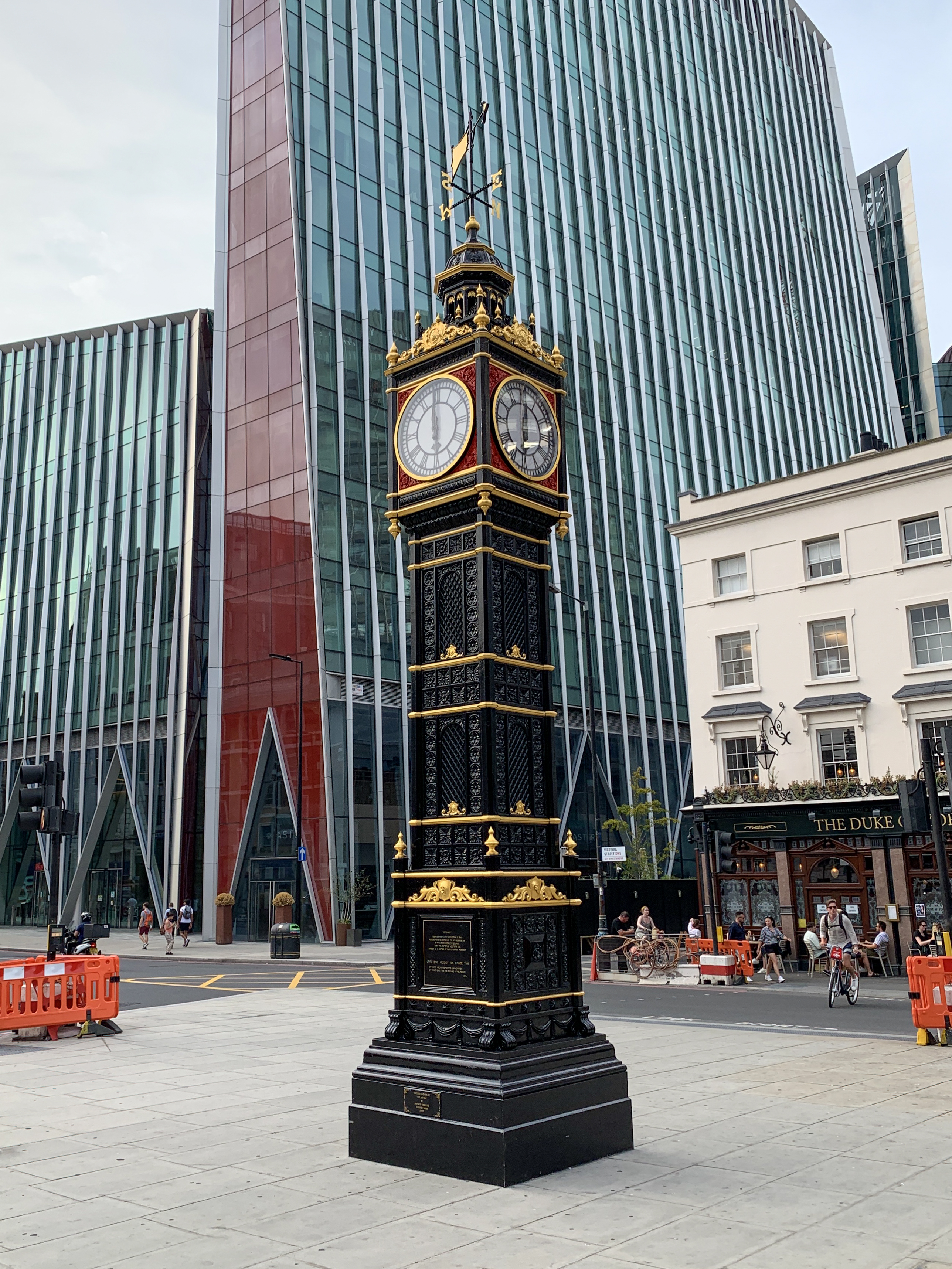
Little Ben od strony południowo-wschodniej